# Powiat de Kętrzyn
Le powiat de Kętrzyn (en polonais : powiat kętrzyński) est un territoire administratif du nord de la Pologne, en voïvodie de Varmie-Mazurie.

## Divisions administratives

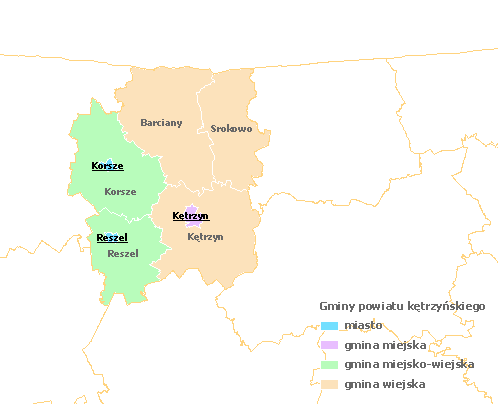
Carte du powiat (en polonais)

Le powiat est composé de 6 communes :
| Gmina                                    | Type         | Superficie (km²) | Population (2006) | Chef-lieu |
| Kętrzyn                                  | urbain       | 10,3             | 28 000            |           |
| Korsze                                   | urbain-rural | 249,9            | 10 561            | Korsze    |
| Reszel                                   | urbain-rural | 178,7            | 8 335             | Reszel    |
| Kętrzyn                                  | rural        | 285,7            | 8 285             | Kętrzyn * |
| Barciany                                 | rural        | 293,6            | 6 735             | Barciany  |
| Srokowo                                  | rural        | 194,6            | 4 249             | Srokowo   |
| * le chef-lieu est extérieur à la gmina. |              |                  |                   |           |